# 조이 매클렐런
조이 매클렐런(영어: Zoe McLellan, 1974년 11월 6일 ~ )은 미국의 배우이다.
라호이아에서 태어났다.

## 출연 작품
- 원 폴 (2011년)
- 인사이드 아웃 (2010년)
- Reunion (2009)
- 신과 나눈 이야기 (2006년)
- 투명 인간 (2000년) - 닥터 케이트 이스톤 역
- 던전 드래곤 (2000년)
- 스트레인저 인 마이 하우스 (1999년)
- 웹 오브 라이즈 (1999년)
- 인베이드 (1998년)
- 악의 꽃 (1997년)
- 홀랜드 오퍼스 (1995년)

### 텔레비전
- JAG (2001-05)
- 하우스 (2010)
- 멘탈리스트 (2010)
- 로열 페인스 (2010)
- 더티 섹시 머니 (2007-09)
- NCIS (2014, 2016)
- NCIS: 뉴올리언스 (2014-16)
- 슈츠 (2016-17)
- 성범죄수사대: SVU (2017)
- 지정생존자 (2017-18)